# Virslīga (2012)
Sezon 2012 był 21. edycją Virslīgi – najwyższej klasy rozgrywkowej na Łotwie. Sezon rozpoczął się 24 marca, a zakończył 10 listopada 2012. W rozgrywkach brało udział 10 zespołów, grając systemem kołowym. Tytułu nie obroniła drużyna FK Ventspils. Nowym mistrzem Łotwy został zespół Daugava Dyneburg. Tytuł króla strzelców zdobył Mamuka Ghonghadze, który w barwach klubu Daugava Dyneburg strzelił 18 goli.

## Drużyny
| Uczestnicy poprzedniej edycji                                                                                 | Uczestnicy poprzedniej edycji | Uczestnicy poprzedniej edycji | Uczestnicy poprzedniej edycji |
| --- | ----------------------------- | ----------------------------- | ----------------------------- |
| FKW | FK Ventspils                  | 1                             |                               |
| MEL | Metalurgs Lipawa              | 2                             |                               |
| DVD | Daugava Dyneburg              | 3                             |                               |
| SKR | Skonto Ryga                   | 4                             |                               |
| FCJ | FC Jūrmala                    | 5                             |                               |
| FKJ | FK Jelgava                    | 6                             |                               |
| GLB | FB Gulbene 2005               | 7                             |                               |
| DVR | Daugava Ryga                  | 8                             |                               |
| Awans z 1. līgi (2011)                                                                                        |                               |                               |                               |
| MLR | FS METTA/LU Ryga              | 1 (1. līga)                   |                               |
| SPJ | Spartaks Jūrmala              | 2 (1. līga)                   |                               |
| Oznaczenia: - kolumna pierwsza – skróty nazw drużyn, - kolumna trzecia – miejsce zajęte w poprzednim sezonie. |                               |                               |                               |

## Tabela
| Lp. | Drużyna              | M  | Z  | R  | P  | Bramki | Bramki | Różn. | Pkt | Uwagi                                        | Bezpośrednio |
| --- | -------------------- | -- | -- | -- | -- | ------ | ------ | ----- | --- | -------------------------------------------- | ------------ |
| 1   | Daugava Dyneburg (M) | 36 | 23 | 9  | 4  | 64     | 25     | +39   | 78  | Liga Mistrzów UEFA • II runda kwalifikacyjna |              |
| 2   | Skonto Ryga          | 36 | 21 | 11 | 4  | 58     | 22     | +36   | 74  | Liga Europy UEFA • I runda kwalifikacyjna    |              |
| 3   | FK Ventspils         | 36 | 23 | 5  | 8  | 63     | 22     | +41   | 74  | Liga Europy UEFA • I runda kwalifikacyjna    |              |
| 4   | Metalurgs Lipawa     | 36 | 21 | 7  | 8  | 60     | 33     | +27   | 70  |                                              |              |
| 5   | Spartaks Jūrmala     | 36 | 13 | 10 | 13 | 61     | 56     | +5    | 49  |                                              |              |
| 6   | FC Jūrmala           | 36 | 10 | 9  | 17 | 47     | 49     | −2    | 39  |                                              |              |
| 7   | FK Jelgava           | 36 | 7  | 10 | 19 | 32     | 56     | −24   | 31  |                                              |              |
| 8   | FS METTA/LU Ryga     | 36 | 7  | 8  | 21 | 39     | 82     | −43   | 29  |                                              |              |
| 9   | Daugava Ryga         | 36 | 5  | 12 | 19 | 42     | 79     | −37   | 27  | Kwalifikacja do relegation play-offs         |              |
| 10  | FB Gulbene 2005 (S)  | 36 | 5  | 9  | 22 | 28     | 70     | −42   | 24  | Spadek do 1. līgi                            |              |

## Najlepsi strzelcy
| Lp. | Piłkarz           | Klub             | Gole |
| --- | ----------------- | ---------------- | ---- |
| 1   | Mamuka Ghonghadze | Daugava Dyneburg | 18   |
| 2   | Yosuke Saito      | FB Gulbene 2005  | 15   |
| 3   | David Cortés      | Spartaks Jūrmala | 12   |
| 3   | Antons Jemeļins   | Spartaks Jūrmala | 12   |
| 3   | Daniils Turkovs   | FK Ventspils     | 12   |
| 6   | Tadas Labukas     | Skonto Ryga      | 11   |
| 6   | Valērijs Šabala   | Skonto Ryga      | 11   |